# Sérgio Sister
Sérgio Sister (São Paulo, 9 de Junho de 1948) é um jornalista e artista plástico brasileiro.

## Principais exposições coletivas
- Salão Paulista de Arte Moderna, São Paulo (1965 e 1966)
- 9a Bienal Internacional de São Paulo (1967)
- Jovem Arte Contemporânea do MAC-SP (1967)
- Jovens Artista no Museu de Arte Brasileira , São Paulo(1967)
- Arte Contemporânea São Paulo/Perspectivas Recentes, Centro Cultural S.P.(1989)
- Artistas Contemporâneos, FUNARTE, Rio de Janeiro (1989)
- Panorama da Arte Atual Brasileira/90 - Papel, Museu de Arte Moderna (1990)
- 13 Artista Paulistas no Museu de Arte Moderna do Rio de Janeiro (1992)
- Workshop Brasil-Alemanha (1993)
- Panorama do Desenho Brasileiro no Museu de Arte Moderna de São Paulo (1992)
- Desenhos, no Museu de Arte Contemporânea de São Paulo (1993)
- Workshop Brasil-Alemanha, Maceió (1993)
- Morandi no Brasil, junto com obras de Giorgio Morandi, Milton Dacosta, Iberê Camargo, Amilcar de Castro, Eduardo Sued, Tunga e Paulo Pasta, no Centro Cultural São Paulo(1995)
- IV Semana de Arte de Londrina, da Universidade Estadual de Londrina, PR (1995)
- Coletiva de Desenhos, Espaço Ox (1996)
- Arco, Espanha, pela Galeria Casa da Imagem(1997)
- Programa de Exposições 98 Centro Cultural SP, artista convidado.
- Panorama da Arte Brasileira 99, Museu de Arte Moderna de São Paulo
- Desenho Contemporâneo, 2000, Centro Cultural São Paulo, com Rodrigo Andrade, Helena Nunes, Paulo Pasta, Marina Saleme e José Spaniol.
- Ao redor do desenho, 2000, Centro Cultural Maria Antonia, com Célia Euvaldo, Nelson Felix e Paulo Monteiro.
- Galeria Nestlé, 2000 – com Rodrigo Andrade
- A Cor na Arte Brasileira – Museu de Arte Moderna de São Paulo (2001)
- 25a Bienal Internacional de São Paulo (2002)
- Fábio Miguez, Rodrigo de Castro e Sérgio Sister (2003), Galeria Celma Albuquerque (Belo Horizonte)
- Ao mesmo tempo o nosso tempo” (2006), Museu de Arte Moderna de São Paulo
- Arquivo Geral (2006), Casa Hélio Oiticica (Rio de Janeiro)

## Principais exposições individuais
- Paulo Figueiredo Galeria de Arte (1983,1986)
- Galeria Millan (1988, 1990,1995)
- Sala Macunaíma, FUNARTE, Rio de Janeiro (1989)
- Centro Cultural São Paulo (1989)
- Capela do Morumbi, São Paulo (1992)
- Galeria André Millan (1993)
- Galeria Casa da Imagem, Curitiba (1993 e 1996).
- Marilia Razuk Galeria de Arte (1996)
- Museu de Arte de Ribeirão Preto, Marp (2000)
- Paço Imperial, Rio de Janeiro (2000)
- Galeria São Paulo (2000)
- Galeria Casa da Imagem, Curitiba (2003)
- Galeria 10,20x3,60, São Paulo (2003)
- Galeria Millan Antonio, São Paulo (2004)
- Silvia Cintra Galeria de Arte , Rio de Janeiro (2005)
- Centro Universitário Maria Antonia, São Paulo (2006/2007)- Reagentes
- Paço Imperial, Rio de Janeiro (2007)
- Galeria Nara Roesler, São Paulo(2008)- Pinturas e Pontaletes

## Exposições programadas
- Galeria Beatriz Lemos Sá, Belo Horizonte (2009)
- Galeria Nara Roesler, São Paulo (14.jun - 7.jul/2011)
- Pinacoteca do Estado de Sao Paulo (23.fev - 5.mai/2013)

## Obras em espaços públicos
- Museu de Arte Moderna (São Paulo)
- Museu de Arte Moderna (Rio de Janeiro)
- Pinacoteca do Estado de São Paulo (São Paulo)
- Centro Cultural São Paulo